# Der Späher
Der Späher (russisch Соглядатай, Sogljadatai) ist ein Kurzroman des exilrussischen Schriftstellers Vladimir Nabokov.
Der Roman handelt von einem Exilrussen in Berlin, der nach einem Selbstmordversuch eine Identitätsstörung erleidet und sich nur noch von außen beobachtet bzw. durch die Beobachtungen anderer wahrnimmt.
Der Späher zählt zu Nabokovs Frühwerk und ist dessen vierter Roman, den er auf Russisch in Berlin verfasste und 1930 unter dem Pseudonym W. Sirin in Paris veröffentlichte.

## Handlung
Der Protagonist des Romans, der etwa 25-jährige Smurow, lebt 1924 als Hauslehrer bei einer russischen Emigrantenfamilie in Berlin. Er hat eine Affäre mit einer verheirateten Frau, deren eifersüchtiger Ehemann Kaschmarin ihn aufsucht und vor seinen Schülern mit einem Stock verprügelt. Smurow versucht sich daraufhin zu erschießen. Als er wieder zu sich kommt, wähnt er, tot zu sein und alle Erlebnisse nur zu imaginieren. Er findet eine Anstellung bei einem jüdischen Buchhändler und wird in einen Kreis russischer Emigranten aufgenommen, der sich in der Wohnung des reichen Unternehmers Chruschtschow trifft. Zunehmend obsessiv recherchiert er, wie die anderen Exilrussen, die dort verkehren, ihn wahrnehmen, und stiehlt sogar deren Post. Er verliebt sich in die Tochter Warwara Chruschtschowa, genannt Wanja, die jedoch mit Muchin, einem anderen regelmäßigen Besucher der Familie, verlobt ist. Nachdem er ihr seine Liebe gestanden und vergeblich versucht hat, sie zu küssen, flieht er aus der Wohnung. Auf der Straße trifft er den mittlerweile geschiedenen Kaschmarin, der sich mit ihm versöhnt und ihm eine Anstellung als Autoverkäufer in Aussicht stellt. Im letzten Abschnitt des Romans rühmt Smurow es als Glück, ein unbeteiligter Beobachter zu sein, ein „niemals zuckendes Auge“, dem die Unbill der Welt angeblich nichts mehr anhaben kann. Das Zitat wurde von Nabokov erst 1965 in der englischen Übersetzung eingefügt. Es soll deren Titel The Eye rechtfertigen, der in seiner Homophonie mit englisch I – „Ich“ ein Wortspiel enthält.

## Form
Der Roman ist im russischen Original in sechs Kapitel unterteilt. In der englischen Fassung und der deutschen Übersetzung Dieter E. Zimmers, die auf dieser basiert, ist er in 16 unnummerierte Abschnitte gegliedert.
Nabokov bildet die Identitätsstörung seines Protagonisten sprachlich ab, indem er ihn zunächst als Ich-Erzähler einführt, von dem Moment des Erwachens nach dem Selbstmordversuch die Erzählperspektive wechselt und von ihm in der dritten Person spricht. Dass Smurow und der ihn beobachtende Ich-Erzähler tatsächlich ein und dieselbe Person sind, wird schon bald angedeutet. Aber erst fast am Ende des Romans, als in einer Szene in einem Blumenladen der Ich-Erzähler mit seinem Spiegelbild, in dem Smurow zu sehen ist, verschmilzt und kurz darauf Kaschmarin ihn mit seinem Namen anredet, wird es explizit gesagt. Darin bestehe Nabokovs Kunst, so Zimmer: wie er es den Leser ahnen lässt. Nabokovs Biograph spricht von einem „brillanten Spiel mit der Perspektive“.
Nabokov bedient sich im Späher zum ersten Mal des Unzuverlässigen Erzählens, ein Stilmittel, das später typisch für ihn werden sollte. Das Ich in dem Roman ist ein unzuverlässiger Erzähler, insoweit es seine Identität mit dem von ihm beobachteten Smurow vor dem Leser geheim hält. Doch auch die Meinungen anderer darüber, wer Smurow eigentlich sei, sind unzuverlässig, widersprüchlich oder offenkundig falsch. So erfährt Smurow bei seinen Recherchen, dass er für einen brutalen Offizier der Weißen Armee gehalten wird, für einen Angeber und Schwächling, einen sowjetischen Agenten, einen Homosexuellen, einen Kleptomanen, einen Dichter und für einen Baron; die von ihm geliebte Wanja nennt ihn nur einen guten und klugen Menschen. Am schmerzlichsten für Smurow ist das Bild, das der greise Onkel Pascha von ihm hat, denn er verwechselt ihn mit Muchin und hält ihn für Wanjas Bräutigam, was Smurow für eine kurze Zeit auf Erfüllung seiner Sehnsucht hoffen lässt.
Der Späher ist, wie Nabokov 1966 in einem Interview erklärte, der erste seiner Romane, in der zwei Realitäten miteinander konkurrieren. Insofern gilt er als Vorläufer der großen „Zwei-Welten-Kosmologien“ wie Fahles Feuer oder Ada oder Das Verlangen.

## Entstehung und Veröffentlichung
Der 30-jährige Nabokov schrieb den Roman 1930 in Berlin-Schöneberg, wo er in der Luitpoldstraße mit seiner Frau Vera zwei Zimmer zur Untermiete bewohnte. Er war also Teil desselben Milieus russischer Emigranten in Berlin, das er im Roman beschreibt. In seinem Vorwort zur englischsprachigen Ausgabe von 1965 erklärt er indes, nicht seine realen Berlin-Bekannten aus den 1920er Jahren seien die Vorbilder der Romanfiguren, es seien vielmehr „Lieblingsfiguren seiner literarischen Jugend: Russische Emigranten in Berlin, Paris oder London“.
Am Ende des Jahres wurde der Roman in der russischsprachigen Zeitschrift Sowremennyje sapiski in Paris veröffentlicht, eine russischsprachige Buchausgabe folgte 1938 in einem Sammelband mit zwölf Kurzgeschichten Nabokovs ebenfalls in Paris. 1935 war eine französischsprachige Ausgabe erschienen. Eine englische Übersetzung, die sein Sohn Dmitri Nabokov angefertigt hatte, erschien 1965 in den ersten drei Ausgaben des Herrenmagazins Playboy. Sie ist die Textgrundlage der Übersetzung ins Deutsche, die Dieter E. Zimmer 1985 im Rahmen seiner Werkausgabe vorlegte.

## Ausgaben
- Соглядатай. In: Современные записки (Sowremennye Sapiski, Paris) XLIV, November 1930, S. 91–152.
  - Buchausgabe: Соглядатай. In: Соглядатай (zusammen mit zwölf Kurzgeschichten Nabokovs), Russkija Sapiski, Paris 1938.
- L’Aguet. Französisch von Denis Roche. In: Les Oeuvres 164 (1935), S. 313–381.
- The Eye. Englisch von Dmitri Nabokov. In: Playboy Januar–März 1965
  - Buchausgabe: The Eye. Englisch von Dmitri Nabokov. Phaedra, New York 1965.
- Der Späher. Deutsch von Dieter E. Zimmer. Rowohlt, Reinbek bei Hamburg 1985.
  - Taschenbuchausgabe: Der Späher. Deutsch von Dieter E. Zimmer. rororo, Reinbek bei Hamburg 2008.

## Forschungsliteratur
- D. Barton Johnson: Eyeing Nabokov’s Eye. In: Canadian-American Slavic Studies, 19/3 (1985), S. 328–350.
- Olga Skonechnaia: „‹People of the Moonlight›: Silver Age Parodies in Nabokov’s The Eye and The Gift“, in: Nabokov Studies, 1993, Heft 3, S. 33–52.
- D. Barton Johnson: The Eye, in: Vladimir E. Alexandrov (Hrsg.): The Garland Companion to Vladimir Nabokov, Routledge, New York 1995, ISBN 0-8153-0354-8, S. 130–135.
- Julian W. Connolly: „Metamorphosis of a Dreamer: From Dostoevskii’s White Nights to Nabokov’s The Eye“, in: Robert A. Maguire, Alan Timberlake (Hrsg.): American Contributions to the 13th International Congress of Slavists, Ljubljana, August 2003, Volume 2: Literature., Slavica, Bloomington 2003, S. 31–38.
- Corinne Scheiner: „In Search of the ‘Real’ Smurov: Doubling and the Dialogic Construction of Identity in Nabokov’s Sogliadatai (The Eye)“, in: Catherine O’Neil, Nicole Boudreau, Sarah Krive (Hrsg.): Poetics. Self. Place: Essays in Honor of Anna Lisa Crone. Slavica, Bloomington 2007, S. 601–613.